# Teira
Teira är ett släkte av ödlor som ingår i familjen lacertider.
Arter enligt Catalogue of Life:
- Teira andreanskyi
- Teira dugesii
- Teira perspicillata

Enligt The Reptile Databas ska Teira andreanskyi flyttas till ett eget släkte, Atlantolacerta.